# TNAデジタル・メディア王座
TNAデジタル・メディア王座（TNA Digital Media Championship）は、TNAが管理、認定している王座。

## 歴史
2021年9月30日、インパクト・レスリング（旧：TNA）が男女問わずのオープン選手権としてインパクト・デジタル・メディア王座を創設。
2024年1月1日、団体名をTNAに戻したため、王座名をTNAデジタル・メディア王座に変更。

## 歴代王者
| 歴代   | 選手                   | 戴冠回数 | 獲得日付       | 獲得場所                           |
| ------ | ---------------------- | -------- | -------------- | ---------------------------------- |
| 初代   | ジョーディン・グレイス | 1        | 2021年10月23日 | ネバダ州ラスベガス                 |
| 第2代  | マット・カルドナ       | 1        | 2022年1月21日  | フロリダ州ペンブロークパインズ     |
| 第3代  | リッチ・スワン         | 1        | 2022年5月28日  | ネバダ州ラスベガス                 |
| 第4代  | ブライアン・マイヤーズ | 1        | 2022年7月1日   | ジョージア州アトランタ             |
| 第5代  | ジョー・ヘンドリー     | 1        | 2022年10月22日 | ネバダ州ラスベガス                 |
| 第6代  | ケニー・キング         | 1        | 2023年7月15日  | カナダ・オンタリオ州ウィンザー     |
| 第7代  | トミー・ドリーマー     | 1        | 2023年9月8日   | ニューヨーク州ホワイト・プレインズ |
| 第8代  | クレイジー・スティーブ | 1        | 2024年1月13日  | ネバダ州ラスベガス                 |
| 第9代  | ラレド・キッド         | 1        | 2024年4月20日  | ネバダ州ラスベガス                 |
| 第10代 | AJフランシス           | 1        | 2024年5月19日  | ケンタッキー州ニューポート         |
| 第11代 | PCO                    | 1        | 2024年7月20日  | カナダ・ケベック州モントリオール   |
| 第12代 | ステフ・デ・ランダー   | 1        | 2025年1月23日  | テキサス州サンアントニオ           |